# هيدروكسي بروبيل ميثيل سيللوز
هيدروكسي بروبيل ميثيل سيللوز عبارة عن بوليمر شبه اصطناعي، خامل، لزج مرن يستخدم في قطرات العين، بالإضافة إلى أنه مكون سواغ ومتحكم في التوصيل في الأدوية الفموية، ويوجد في مجموعة متنوعة من المنتجات التجارية.

## التسمية العامة
الدستور البريطاني : Hypromellose
الدستور الأوروبي : Methylhydroxyprpylcellulose 
الدستور الأمريكي و الصيغ الوطنية الأمريكية : Hydroxypropyl methylcellulose

## الأسماء المرادفة
Cellulose , hydroxypropyl methyl ether ; Culminal MHPC ; E464 ; HPMC ; Methocel ; methylcellulose proplene glycol ether ; methyl hydroxypropylcellulose ; Metolose ; Pharmacoat.

## التسمية الكيميائية
Cellulose, 2-Hydroxypropyl methyl ether [9004-65-3]

## الاستخدام الصيدلاني
عامل ملبّس ، صناعة أفلام التغليف ، مثبت ، معلق ، رابط في المضغوطات ، رافع للّزوجة .
يُستخدم هيدروكسي بروبيل مثيل السيللوز بشكل واسع في الأشكال الفموية و الموضعية التطبيق .
و يُستخدم بشكل رئيسي كعامل رابط في الأشكال الفموية و يدخل في تشكيل أفلام التغليف بالإضافة لتبسيط و تسهيل تحرر قوالب المطرس Matrix .
يمكن استخدام التركيز الذي يتراوح بين (5-2)% وزن/وزن كعامل رابط في التحثير الرطب و الجاف عندما يكون بلزوجة عالية كما يُستخدم لتأخير تحرر المواد الدوائية المنحلة في الماء من المطرس .
و تُستعمل التراكيز المتراوحة بين (2-10)% في تشكيل محاليل الأفلام من أجل تلبيس المضغوطات وذلك تبعاً لدرجات الّزوجة المستخدمة .
بحيث تُستخدم محاليله ذات اللزوجة المنخفضة في تحضير أفلام التلبيس المائية في حين تُستخدم المحاليل ذات اللزوجة العالية في تحضير أفلام التغليف العضوي .
يُستخدم هيدروكسي بروبيل مثيل السيللوز كعامل معلق و رافع للكثافة في المحضرات الموضعية و خاصة العينية .
بالمقارنة مع مثيل السيللوز فإن هيدروكسي بروبيل مثيل السيللوز يعطي محاليل زائفة أكثر ، و أقل احتواءً على مواد مبعثرة فيه و لذلك يُفضل في المستحضرات العينية .
يمكن أن تُضاف المحاليل ذات التراكيز (0.45-1)% كعامل مسمّك للمذيبات في القطرات العينية و كذلك في تحضير المحاليل ، الدموع الصنعية artifitial tears و يُستخدم كعامل مستحلب و معلق في الهلامات و المراهم الموضعية الاستعمال .
يُستعمل كمحلول غروي واقي Colloid حيث يمنع القطيرات أو الجزيئات من التكتل و الاندماج و بالتالي يعيق تشكل الراسب Sediments .
بالإضافة لاستخدامه كشريط لاصق في اللصاقات البلاستيكية و كعامل مرطب في العدسات اللاصقة القاسية و يُستعمل بشكل واسع في المنتجات الغذائية و التجميلية .

## التأثير على صحة الجسم
يُستعمل بشكل واسع كسواغ في الأشكال الصيدلانية الفموية و الموضعية التطبيق و يُستخدم بشكل واسع في المنتجات الغذائية و التجميلية .
و يُشار إلى أنه مادة غير مخرشة و غير سامة ، و الاستهلاك الفموي لكميات كبيرة منه قد يسبب تأثيراً مليناً و لم تحدد منظمة الصحة العالمية “WHO” مقداراً معيناً للمدخول اليومي منه طالما أن مستوى الاستهلاك لم يرتفع للمستويات المهددة للحياة .
			LD50 (mouse,IP) = 5 g/kg
			LD50 (rat,IP) = 5.2 g/kg

## سلامة الاستعمال
تختلف الاحتياطات المتبعة أثناء التعامل مع المادة باختلاف الكمية و الظروف المحيطة .
يمكن أن يسبب غبار هيدروكسي بروبيل مثيل السيللوز تخريشاً عينياً و لذلك ينبغي استخدام واقيات الأعين و يجب تجنب توليد غباره بشكل مفرط من أجل تخفيض خطر الانفجار ، فهو مادة قابلة للاشتعال.

## التنافرات
يتنافر هيدروكسي بروبيل مثيل السيللوز مع بعض العناصر المؤكسدة و لكونها عديمة الشحنة فهي لا تُشكل معقدات مع الأملاح المعدنية ، و مع المواد العضوية المتشردة لتشكل رواسب غير منحلة .